# Poolbillard-Jugendeuropameisterschaft 1998
Die Poolbillard-Jugendeuropameisterschaft 1998 war die 18. Austragung der von der European Pocket Billiard Federation veranstalteten Jugend-Kontinentalmeisterschaft im Poolbillard. Sie fand in Enschede statt.
Ausgespielt wurden die Disziplinen 14/1 endlos, 8-Ball und 9-Ball sowie Mannschafts-Wettbewerbe in den Kategorien Junioren, Schüler. Bei den Juniorinnen wurden die Disziplinen 8-Ball und 9-Ball ausgespielt.

## Medaillengewinner
| Disziplin              | Gold              | Silber            | Bronze                                |        |
| ---------------------- | ----------------- | ----------------- | ------------------------------------- | ------ |
| Junioren – 14/1 endlos | Thomas Seiffert   | Thomas Jomne      | Nick van den Berg Mick Hill           | [ 1 ]  |
| Junioren – 8-Ball      | George Topalidis  | Pawel Rogalski    | Mathias Schmidt Jannwe Vasenius       | [ 2 ]  |
| Junioren – 9-Ball      | Thomas Palmquist  | Martin Gould      | George Topalidis Nick van den Berg    | [ 3 ]  |
| Junioren-Mannschaft    | Deutschland       | Schweden          | Finnland Griechenland                 | [ 4 ]  |
| Schüler – 14/1 endlos  | Lukasz Bartkowski | Dimitri Jungo     | Christian Weigoni Nikos Ekonomopoulos | [ 5 ]  |
| Schüler – 8-Ball       | Marcel Kirsten    | Christian Weigoni | Petter Dyrdal M. Laaksonen            | [ 6 ]  |
| Schüler – 9-Ball       | Dimitri Jungo     | John Vassalos     | Jimmy Wikman Karol Skowerski          | [ 7 ]  |
| Schüler-Mannschaft     | Schweden          | Polen             | Norwegen Griechenland                 | [ 8 ]  |
| Juniorinnen – 8-Ball   | Janine Schwan     | Jasmin Ouschan    | Sabrina Fritz Veronica Johannson      | [ 9 ]  |
| Juniorinnen – 9-Ball   | Janine Schwan     | Trixi Dutz        | Chantal Jansen Jasmin Ouschan         | [ 10 ] |